# 2030 – Aufstand der Alten
2030 – Aufstand der Alten ist ein deutscher Fernsehfilm aus dem Jahr 2007. Der Dreiteiler wurde vom ausstrahlenden Fernsehsender ZDF als eine Doku-Fiction über die demografische Entwicklung oder gar als „Demografie-Krimi“ (so Chefredakteur Nikolaus Brender) angekündigt.
2011 sendete das ZDF mit 2030 – Aufstand der Jungen eine Fortsetzung.

## Handlung
Eine Nachrichtensondersendung meldet am 12. September 2030: Die Bundesregierung tritt unter Verweis auf die „M-Faktor-Affäre“ geschlossen zurück. Anschließend folgt ein Rückblick auf die Ereignisse, die zu dieser Entscheidung geführt haben. Die junge investigative Journalistin Lena Bach will einen mörderischen Skandal um alte Menschen aufdecken. In dieser fiktiven Zukunft lebt ein Drittel der Rentner unterhalb der Armutsgrenze. Viele Alte müssen betteln. Seit 2015 gibt es häusliche Pflege nur noch für Wohlhabende. Seit 2019 steht „freiwilliges Frühableben“ im Leistungskatalog der skizzierten Krankenkassen.
Ein verzweifelter Rentner, Sven Darow, hat ein halbes Jahr zuvor den Vorstandsvorsitzenden des Wellness-Konzerns Prolife vor laufender Kamera als Geisel genommen und will ihn zu einem Geständnis über einen M-Faktor zwingen. Eine Handgranate explodiert. Von wem und warum sie gezündet wurde, bleibt unklar. Orte der Handlung sind auch eine Massenunterkunft für verarmte Senioren und eine skurrile Alten-WG in einem verlassenen Dorf in Brandenburg. Darow erstellt für einen Internet-Senioren-Sender Recherchen über die 30 Prozent verarmter Alter, die es damals (2027) gibt.
Rentner Darow schloss sich dann im Jahr 2028 dem „Kommando Zornige Alte“ an, die bei einer Protestaktion in der Kurstadt Baden-Baden Silikonkissen und Fettbeutel auf flanierende wohlhabende Senioren warfen. Auch einige Banküberfälle sollen auf das Konto der „Zornigen Alten“ gegangen sein. Die Journalistin trifft Senioren, die sich aufgrund eines unerwarteten Geldsegens dringend notwendige Operationen leisten konnten.
Inzwischen wurde das „Altenproblem“ relativ elegant gelöst: Mit dubiosen Drückermethoden werden immer mehr alte Menschen in Billigheime nach Afrika gelockt. Doch auch dort gilt: Wer keine Rücklagen hat, kann sich mit der Grundrente zwar die Unterkunft, nicht aber eine ausreichende medizinische Versorgung leisten. Bach entdeckt schließlich, wo die kranken und zum Teil „bettlägerigen“ Senioren hingebracht werden, und schleicht sich nachts auf das eingezäunte Gelände.
Auf dem Gelände entdeckt sie, dass die Kranken in riesigen Bettenlagern in einer Zeltstadt, mit Flüssigkeitsschläuchen ernährt und mit Beruhigungsmitteln aus riesigen Tanks ruhiggestellt, in einen Dämmerzustand versetzt werden und nur noch vor sich hinvegetieren. Bach alarmiert die Behörden, die Sache fliegt auf und wird publik. Die Gerichtsverhandlung in Deutschland droht zu scheitern, als immer wieder Zeugen ums Leben kommen oder „verschwinden“. Schließlich hilft doch ein Vorstand von Prolife, der nach Brasilien geflüchtet ist. Er spielt Bach ein Video zu, das beweist, dass die Unterbringung der Senioren in den Lagern mit Wissen und im Auftrag der Bundesregierung stattfand. Weil der Staat die Renten nicht mehr bezahlen kann, hat er gemeinsam mit Konzernen nach einer Lösung gesucht, Rentnern mit einer Minimalversorgung das Überleben zu sichern. Nach einer Gesetzesänderung überwies der Staat schließlich den Rentenrestbetrag für einzelne Rentner an Prolife, die damit die Versorgung angeblich garantierte. Nach Aufdeckung dieser Hintergründe tritt die Bundesregierung geschlossen zurück, weil sie vor der empörten Öffentlichkeit die politische Verantwortung zu tragen hatte.

## Hintergrund
Der Begriff „Fiction“ wird vom ZDF doppeldeutig verwendet: Fakten werden bewusst in Form einer „spannenden Story“ angeboten und gleichzeitig sollen heute bereits erkennbare Trends „seriös“ in die Zukunft fortgeschrieben werden. Damit will sich das ZDF vom Genre des Mockumentary (fiktiver Dokumentarfilm) abgrenzen.
Das ZDF hat einen in Gießen lehrenden Soziologen, der lange vor Frank Schirrmacher eine Publikation zu vermuteten Differenzen zwischen Alten und Jungen veröffentlichte, als Fachberater ins Redaktionsteam geholt, von dem einige Impulse dieser Dramafiction stammen sollen (Generationenkonflikt).
2004 sendete das ZDF mit Tag X – Terror gegen Deutschland unter der Frage „Wie gut sind wir auf einen solchen Ernstfall vorbereitet?“ eine ähnliche Simulationsverfilmung/Doku-Fiction. Solche an realen Zusammenhängen ausgedachte Szenarien nannte Frederic Vester unter Berufung auf die Kybernetik (bzw. Biokybernetik) Spiele, die systemisches („vernetztes“) Denken einüben. Allerdings bieten von ihm entwickelte Szenarien unterschiedliche Verläufe zum Vergleichen und damit zum Lernen an.
Das ZDF sendet im Umfeld der Doku-Fiktion weitere Reportagen und Berichte, die sich mit unterschiedlichen Aspekten des demografischen Wandels beschäftigt, beispielsweise die Frontal21-Reportage Alten-Republik Deutschland, die im Anschluss an den ersten Teil ausgestrahlt wurde.
Die Beiträge der Wissenschaftsdisziplin Gerontologie werden neben der sich verändernden Demografie im Film kaum verarbeitet: so etwa das Altersbild in der Gesellschaft, Alterspolitik, Versorgungsforschung am Lebensende, Multimorbidität und Alterssyndrome.
Von Jan Moen (1977) stammt der Zukunftsroman Aufstand der Alten mit einem zum Teil ähnlichen Plot.

## Ausstrahlung und Einschaltquoten
2030 – Aufstand der Alten wurde im Januar 2007 in drei Teilen als jeweils 45-minütige Episoden im ZDF gesendet.
| Folge | Ausstrahlung                | Titel                      |
| ----- | --------------------------- | -------------------------- |
| 1     | 16. Januar 2007 (20:15 Uhr) | Die Geiselnahme            |
| 2     | 18. Januar 2007 (21:00 Uhr) | Das Leben im Untergrund    |
| 3     | 23. Januar 2007 (20:15 Uhr) | Das Geheimnis in der Wüste |

Den ersten Teil, welcher am 16. Januar 2007 zur Primetime ausgestrahlt wurde, sahen insgesamt 4,04 Millionen Zuschauer bei 11,8 Prozent Marktanteil. In der werberelevanten Zielgruppe lag der Marktanteil bei 10,5 Prozent.  Die drei Teile des Films erreichten einen durchschnittlichen Marktanteil von 9,4 Prozent (3,23 Millionen Zuschauer), wobei der erste Teil die höchste Quote erzielte.

## Kritik
Wolf Schmidt von der taz sieht in dem amerikanischen Film … Jahr 2022 … die überleben wollen (Originaltitel: Soylent Green, 1973) Parallelen zu den thematisierten Problemen und kritisiert aber den von ihm gesehenen Alarmismus des neuen Films.
Einer der fünf Wirtschaftsweisen, Bert Rürup, kritisierte den Film, weil er „kein realistisches Bild vom Leben in Deutschland in gut zwanzig Jahren“ zeige. Und die Filmemacher blendeten die Mechanismen der Demokratie aus. Rürup warnte davor, die demografische Entwicklung als Hintergrund für eine „Angstdebatte“ zu benutzen.
Walter Hirrlinger, Präsident des Sozialverbands VdK, kritisierte in der „Neuen Presse“, dass die Fiktion Angst bei vor allem älteren Menschen verbreite. „Meine Befürchtung ist, dass insbesondere Ältere am Schluss gar nicht mehr wissen: Was ist Fiktion, was Realität, wohin soll der Zug fahren?“ Das ZDF solle sich fragen, ob mit dem Film ein Aufstand der Alten provoziert werden soll.
Quotenmeter.de konstatiert, dass der Film „qualitativ sehr hochwertig [ist], doch teilweise nicht greifbar genug. Es ist sehr schwer vorstellbar, dass Deutschland in knapp 30 Jahren zu einem großen „Randaliererstaat“ wird, in dem von den Bürgen über 65 jeder Achte bereits straffällig wurde, und, dass die viert häufigste Todesursache eines jeden Rentners der Freitod ist.“
Peer Schader vom Stern meint, dass der Film „Spannende Details über die gesellschaftlichen Veränderungen werden in Archivbilder aus fiktiven Nachrichtensendungen verpackt, dazwischen Bilder von Stoiber, Beck und Merkel gezeigt, und von Norbert Blüm, der in den 80ern versprach: ‚Die Rente ist sicher.‘“.

## Sonstiges
Die Massenunterkunftsszene wurde im Berliner Schiller-Theater gedreht.

## Auszeichnungen
2030 – Aufstand der Alten wurde in der Kategorie Bester Fernsehfilm/Mehrteiler für den Deutschen Fernsehpreis sowie in der Kategorie Drama für die Goldene Rose von Luzern nominiert. Der Film wurde mit dem Ecran d’Argent de la fiction beim Festival Européen des 4 Ecrans in Paris ausgezeichnet.